# Trzcinica (powiat kępiński)
Trzcinica (od 1845 niem. Strenze) – wieś w Polsce położona w województwie wielkopolskim, w powiecie kępińskim, w gminie Trzcinica.

## Historia
Miejscowość historycznie należy do ziemi wieluńskiej i związana była z Wielkopolską i Dolnym Śląskiem. Ma metrykę średniowieczną i istnieje co najmniej od XII wieku. Prawdopodobnie wymieniona pierwszy raz w dokumencie zapisanym po łacinie w 1149 pod nazwą "Crescenica", co jest dyskusyjne w środowisku historyków. Później także odnotowywana jako Tristenic, Tirstenice, Trscenez, Trzenitz, Trczenycza . Po rozbiorach, po roku 1845, nazwa została zgermanizowana na "Strenz, Strenze".
Została odnotowana w historycznych dokumentach własnościowych, prawnych i podatkowych. W 1149 komes Piotr Włost nadał posiadłość „Crescenica” klasztorowi św. Wincentego we Wrocławiu. Wiązanie tej informacji z wsią jest podawane przez historyków w wątpliwość . W 1149 tę darowiznę potwierdził Bolesław Kędzierzawy, a w 1193 papież Celestyn III zatwierdził temu klasztorowi m.in. „Tristenic”. W 1201 papież Innocenty III wziął pod opiekę klasztor św. Wincentego we Wrocławiu wraz z jego posiadłościami, m.in. z kościołem św. Marii Magdaleny w miejscowości „Trestenice”. W 1203 Cyprian, biskup wrocławski, konsekrował kościół w Trzcinicy nadając mu wezwanie św. Wincentego i św. Marii Magdaleny oraz przekazał dziesięcinę z Komorznik. W 1204 Henryk Brodaty zwolnił od podworowego wszystkie wsie tegoż klasztoru, w tym m.in. miejscowość odnotowaną jako "Trztenica". W 1245 "Trscenez" wymieniony został jako własność biskupstwa wrocławskiego .
W 1294 książę wielkopolski Przemysł II nadał arcybiskupowi skonfiskowane dobra Mikołaja i Michała w niezidentyfikowanej miejscowość „Trzenicza”, która identyfikowana jest niekiedy z wsią. W 1305 mieszkańcy Trzcinicy płacili dziesięcinę biskupowi wrocławskiemu. W 1360 rzekomo własność biskupstwa wrocławskiego. W 1373 dokument odnotowuje Stogniewa z Trzcinicy. W 1441 Anna, żona tegoż Stogniewa, występowała w sprawie sądowej dotyczącej podziału Buczka w woj. sieradzkiem. W 1452 Henryk z Poździenic w woj. sieradzkiem zapisał 400 florenów żonie Annie m.in. na połowie Trzcinicy oraz na Wodzicznej. W 1511 wieś liczyła trzy łany, a około 1580 w miejscowości znajdowała się karczma, dwa młyny dziedziczne oraz jeden młyn doroczny. W 1552 miejscowość była wsią szlachecką, własnością Jana Trzcińskiego. Trzcińscy posiadali ją bez przerwy aż do 1812, kiedy to Ignacy Trzciński zamieniał się z baronem Knobelsdorfem na Biskupice w Górnym Śląsku. Odtąd miejscowość miała różnych właścicieli i zaczęła się rozdrabniać na mniejsze majętności. W 1635 kościół św. Stanisława w Trzcinicy miał filię w Laskach .
Po rozbiorach Polski miejscowość znalazła się w zaborze pruskim. Jako wieś kościelna i dwór leżące przy granicy Wielkopolski i Śląska wymienia ją XIX-wieczny Słownik geograficzny Królestwa Polskiego. We wsi stał wówczas szpital wystawiony i uposażony w XVII wieku przez miejscowego plebana Piotra Krupeckiego. Trzcinica wraz z młynem Groblą tworzyła okrąg wiejski, mający 77 domów, 596 mieszkańców w tym 504 katolików, 85 protestantów, 7 wyznawców judaizmu. Liczyła w sumie 522 hektarów w tym 426 ha roli oraz 73 łąk. Dwór miał 7 domów, 104 mieszkańców, w tym 56 katolików, 52 protestantów. Zajmował 67 hektarów obszaru, w tym 54 ha użytków rolnych.
W latach 1975–1998 miejscowość należała administracyjnie do województwa kaliskiego.
Miejscowość jest siedzibą władz gminy Trzcinica.